# Karin Falck

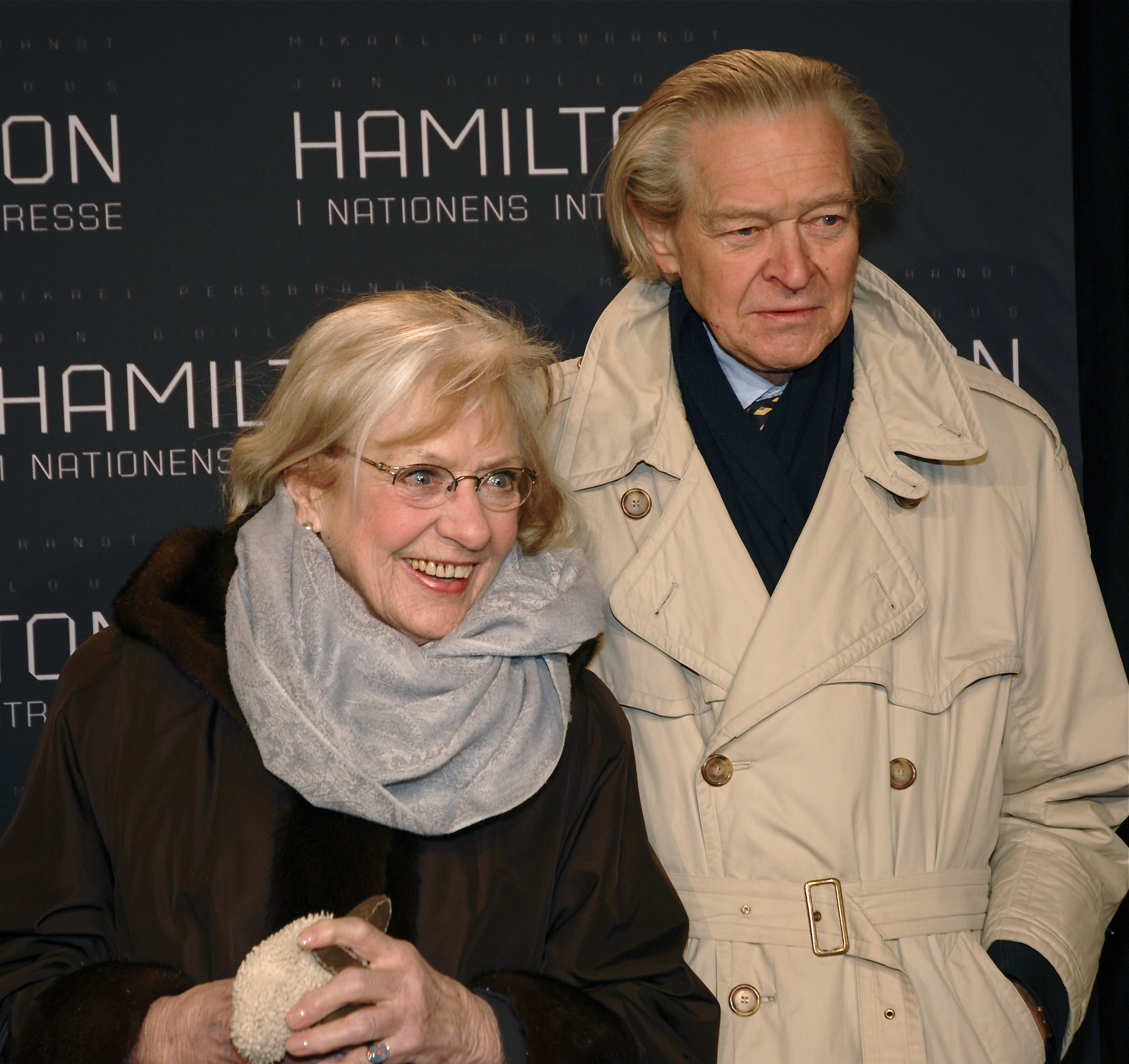
Karin Falck und Hans Dahlberg (2012)

Anna Karin Margareta Falck, geborene Edström (* 6. Februar 1932 in Säffle) ist eine schwedische Moderatorin, Fernsehproduzentin und Regisseurin.

## Leben und Wirken
Seit Mitte der 1950er-Jahre moderierte sie Jugend- und Musiksendungen, später auch das Nachmittagsprogramm beim Sender SVT. Ihr wohl größter Auftritt war als Moderatorin des Eurovision Song Contest 1975 in Stockholm.
Ab dieser Zeit wechselte sie hinter die Kamera und betätigte sich als Regisseurin und Produzentin diverser schwedischer Fernsehserien. Im Jahr 2007 erhielt sie den Fernsehpreis Kristallen für ihr Lebenswerk.